# René Arnold Valero
René Arnold Valero (* 15. August 1930 in Manhattan, New York, USA; † 10. März 2019) war ein US-amerikanischer Geistlicher und römisch-katholischer Weihbischof in Brooklyn, New York. 

## Leben
René Arnold Valero empfing am 2. Juni 1956 die Priesterweihe.
Johannes Paul II. ernannte ihn am 4. Oktober 1980 zum Titularbischof von Vicus Turris und Weihbischof in Brooklyn. Die Bischofsweihe spendete ihm der Bischof von Brooklyn, Francis J. Mugavero, am 24. November desselben Jahres; Mitkonsekratoren waren Charles Richard Mulrooney, Weihbischof in Brooklyn, und John Joseph Snyder, Bischof von Saint Augustine. 
Am 27. Oktober 2005 nahm Papst Benedikt XVI. seinen altersbedingten Rücktritt an.